# Adămuș
Adămuș [ˈadəmuʃ] (deutsch Adamesch, ungarisch Ádámos) ist eine Gemeinde im Kreis Mureș, in der Region Siebenbürgen in Rumänien.
Der Ort Adămuș ist auch unter der deutschen Bezeichnung Adam bekannt.

## Geographische Lage

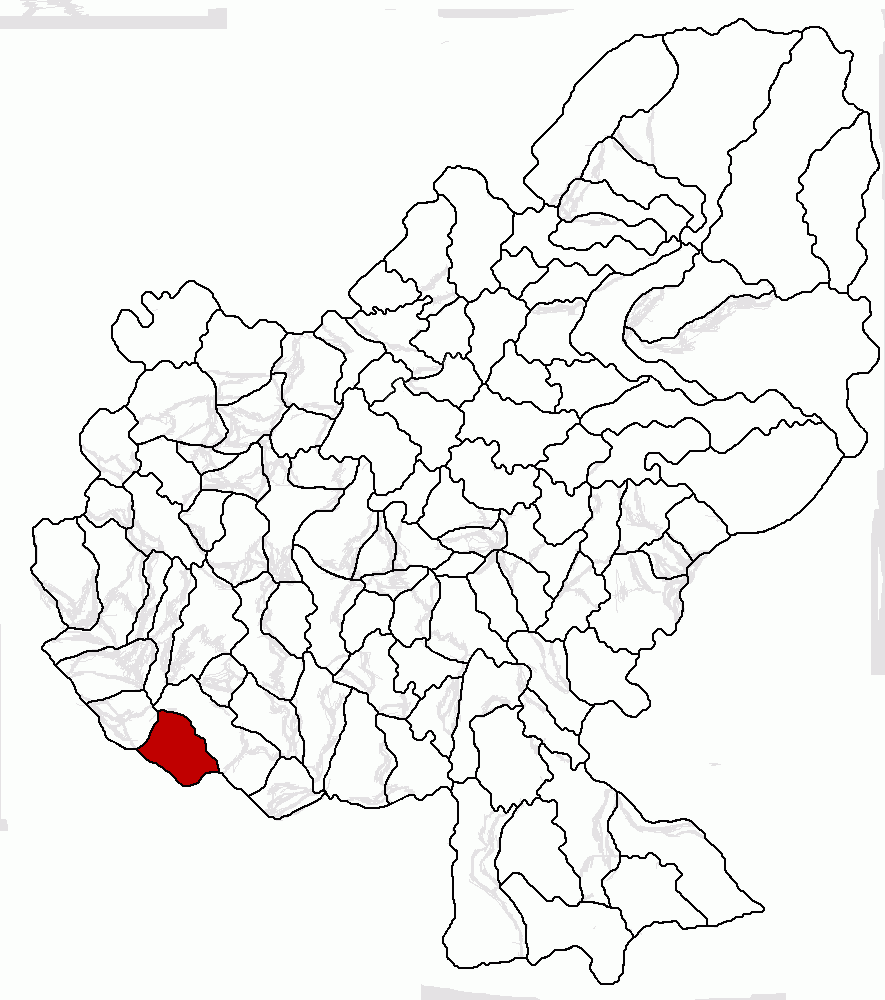
Lage der Gemeinde Adămuș im Kreis Mureș

Die Gemeinde Adămuș liegt im Kokeltal (Podișul Târnavelor) im Südwesten des Kreises Mureș. Am Fluss Târnava Mică (Kleine Kokel), der Kreisstraße (Drum județean) DJ 107 und der Bahnstrecke Blaj–Târnăveni–Praid befindet sich der Ort Adămuș fünf Kilometer westlich von der Stadt Târnăveni (Sankt Martin) und 44 Kilometer südwestlich von der Kreishauptstadt Târgu Mureș (Neumarkt am Mieresch) entfernt.

## Geschichte
Der Ort Adămuș wurde urkundlich erstmals 1405 erwähnt. Der Ort wurde von Siebenbürger Sachsen gegründet, die nach Wölz abwanderten, nachdem dieser eine freie Gemeinde des Königsbodens wurde.
Auf eine Besiedlung des Areals der heutigen Gemeinde bis in die Jungsteinzeit deuten archäologische Funde auf dem Areal des eingemeindeten Dorfes Cornești (Zeunen). Auch in den restlichen Dörfer der Gemeinde wurden archäologische Funde aus unterschiedlichen Zeitaltern gefunden. Im eingemeindeten Dorf Herepea (Harpien) wurde außer mehreren archäologischen Funden, auch eine Erdburg (bei Cetățuie) einer noch nicht zugeordnetem Zeitalter gefunden. Im Königreich Ungarn gehörte die heutige Gemeinde dem Stuhlbezirk Dicsőszentmárton (Târnăveni) in der Gespanschaft Klein-Kokelburg, anschließend dem historischen Kreis Târnava-Mică und ab 1950 dem heutigen Kreis Mureș an.

## Bevölkerung
Die Bevölkerung der Gemeinde entwickelte sich wie folgt:
| 1850 | 5.216 | 2.360 | 2.169 | 15 | 672                |
| 1920 | 6.430 | 2.775 | 3.277 | 10 | 368                |
| 1966 | 7.785 | 3.934 | 3.556 | 9  | 286                |
| 2002 | 5.966 | 2.781 | 2.440 | 9  | 736                |
| 2011 | 5.147 | 2.237 | 1.980 | 9  | 921 (Roma 770)     |
| 2021 | 4.993 | 2.177 | 1.548 | 2  | 1.266 (Roma 1.050) |

Seit 1850 wurde auf dem Gebiet der heutigen Gemeinde die höchste Einwohnerzahl und die der Rumänen und der Magyaren 1966 registriert. Die höchste Einwohnerzahl der Rumäniendeutschen (69) 1880 und die der Roma 2021 ermittelt.

## Sehenswürdigkeiten
- In Adămuș die unitarische Kirche im 16. Jahrhundert errichtet, steht unter Denkmalschutz.[8] Die 1526 erstellte Kassettendecke der Kirche, wurde 1909 in ein ethnografisches Museum in Budapest gebracht. 1624 wurde die Kirche von einem Siebenbürger Sachsen aus Mediaș (Mediasch) restauriert.[4]
- Im eingemeindeten Dorf Chinciuș (ungarisch Kincses) die Holzkirche Sfinții Arhangheli, im 18. Jahrhundert errichtet, steht unter Denkmalschutz.[8]
- Im eingemeindeten Dorf Dâmbău (Hügeldorf) die Holzkirche Sfinții Arhangheli,[9] im 18. Jahrhundert errichtet, steht unter Denkmalschutz.[8]
- Im eingemeindeten Dorf Herepea die römisch-katholische Kirche im 16. Jahrhundert errichtet und im 19. erneuert, die unitarische Kirche im 20. Jahrhundert und die reformierte Kirche Ende des 13. Anfang des 14. Jahrhunderts und dem Glockenturm 1646 errichtet (heute in schlechtem Zustand [10]), stehen unter Denkmalschutz.[8]